# كل الحيوانات الصغيرة (فلم)
كل الحيوانات الصغيرة (بالإنجليزية: All the Little Animals) هو فيلم دراما تم إنتاجه في المملكة المتحدة وصدر في سنة 1998. الفيلم من إخراج جيريمي توماس من بطولة جون هرت وكريستيان بيل.

## الممثلون والشخصيات
- جون هرت
- كريستيان بيل

## الميزانية والإيرادات
حقق أرباحا تقدر بـ 26,558 دولار.